# Axel Hervelle
Axel Marie Gustave Hervelle (Lieja, Bélgica, 12 de mayo de 1983) es un exjugador de baloncesto belga que disputó 14 temporadas en la Liga ACB y 6 en la liga de Bélgica.

## Biografía
Hizo toda su carrera juvenil en Europa. En principio jugó con el RBC Verviers-Pepinster por cuatro años, hasta el 2004. Llegó a convertirse en el capitán del equipo teniendo solo 20 años de edad. El 25 de octubre de 2004 abandonó el equipo para incorporarse al Real Madrid.
En el año 2005 es elegido por los Denver Nuggets de la NBA en la segunda ronda del Draft en la posición número 52, aunque este equipo posteriormente traspasaría los derechos del jugador a los Houston Rockets a cambio de los de James White.
En 2007 consigue con el Real Madrid la liga ACB y la Copa ULEB, llegando también a la final de la Copa del Rey.
Con la llegada de Ettore Messina al Real Madrid en la temporada 2009/10, el jugador queda en una posición muy complicada dentro del equipo pues el técnico italiano no contaba con él para su proyecto. Las lesiones de Felipe Reyes y de Van den Spiegel hicieron que se mantuviera en las rotaciones durante la primera mitad de la temporada, pero una vez recuperados el conjunto blanco, el entrenador italiano dejó de contar con él por lo que el club blanco llegó a un acuerdo con el Bilbao Basket para que el belga se marchara cedido allí hasta el final de la temporada.
En Bilbao, el belga se convirtió en una pieza importante en las rotaciones y ayudó a que el club vasco pasara de estar peleando por eludir el descenso a quedarse a un paso de entrar en los play-off por el título y a que el mismo llegara a disputar la final four de la Eurocup. Esta buena actuación le valió para que en julio de 2010 se anunciara su desvinculación definitiva del Real Madrid y su fichaje por el Bilbao Basket por tres temporadas.
Después de 14 años en España, 6 en el Real Madrid y 8 en el Bilbao Basket, en el verano de 2018 vuelve a su país, fichando por el Spirou Basket Club.
Con 473 partidos jugados en Liga ACB a fecha de septiembre de 2018 se encontraba entre los 50 jugadores con más partidos en la competición y el segundo extranjero con más partidos, solo por detrás de Sitapha Savane. Con 2355 rebotes capturados, estaba en el puesto 17 en el histórico de reboteadores en la Liga. En estos 473 partido Hervelle promedió 7,3 puntos y 5 rebotes en 22 minutos por encuentro.
El 30 de noviembre de 2020, después de 20 años como profesional anuncia su retirada de la práctica activa del baloncesto.

## Selección nacional
Con el combinado absoluto belga disputó el Eurobasket 2013, EuroBasket 2015 y EuroBasket 2017.